# Naoussa FC
El Naoussa FC es un equipo de fútbol de Grecia que juega en la Gamma Ethniki, la tercera división de fútbol en el país.

## Historia
Fue fundado el 5 de agosto de 1962 en la ciudad de Naousa luego de la fusión de los equipos Pannaoussaikos y Olympiakos Naoussa y en su historial han participado en más ocasiones en la Beta Ethniki, en donde han disputado más de 800 partidos.
El club jugó por primera vez en la Superliga de Grecia en la temporada 1993/94, temporada en la que terminaron en último lugar tras haber logrado solo 18 puntos en 34 partidos.

## Palmarés
- Beta Ethniki: 1

1992/93
- Gamma Ethniki: 1

1990/91
- Primera Liga de Imathia: 1

2014/15